# Yūya Asano
Yūya Asano (jap. 浅野 雄也, Asano Yūya; * 17. Februar 1997 in Mie) ist ein japanischer Fußballspieler.

## Karriere
Yūya Asano erlernte das Fußballspielen in der Jugendmannschaft des Perna SC, den Schulmannschaften der Hakka Jr. High School und der Yokkaichi Yogo High School sowie der Universitätsmannschaft der Osaka University of Health & Sport Sciences. Seinen ersten Vertrag unterschrieb er Anfang 2019 bei Mito Hollyhock. Der Verein aus Mito spielte in der zweiten japanischen Liga, der J2 League. Im August unterschrieb er einen Vertrag beim Erstligisten Sanfrecce Hiroshima in Hiroshima, einer Hafenstadt im Südwesten der japanischen Hauptinsel Honshū. Er spielte aber weiterhin auf Leihbasis für Mito in der zweiten Liga. Für Mito absolvierte er 34 Zweitligaspiele. Nach insgesamt 81 Ligaspielen für Sanfrecce wechselte er im Januar 2023 zum Ligakonkurrenten Hokkaido Consadole Sapporo. Am Ende der Saison 2024 belegte er mit Hokkaido den 19. Tabellenplatz und musste somit in die zweite Liga absteigen. Nach dem Abstieg verließ er den Verein und schloss sich im Januar 2025 dem Erstligisten Nagoya Grampus an.

## Sonstiges
Yūya Asano ist der Bruder von Takuma Asano und Kaito Asano.